# Scottolana brevifurca
Scottolana brevifurca is een eenoogkreeftjessoort uit de familie van de Canuellidae. De wetenschappelijke naam van de soort is voor het eerst geldig gepubliceerd in 1967 door Wells.